# František Pavúk
František Pavúk (* 21. července 1993, Košice, Slovensko) je slovenský fotbalista, od ledna 2016 hráč klubu FC Lokomotíva Košice. Je to univerzální fotbalista schopný zahrát v obraně, záloze i útoku. Typicky hraje na levé straně obrany.

## Fotbalová kariéra
Svou fotbalovou kariéru začal v MFK Košice, kde se v roce 2012 dostal do prvního týmu. Klub se v létě 2015 přejmenoval na FC VSS Košice. Poté dal v klubu výpověď z důvodu nevyplacené mzdy ze strany FC VSS, Slovenský fotbalový svaz ji uznal a Pavúk se stal volným hráčem. Na začátku roku 2016 byl na testech v polském týmu Radoma Radom. Následně začal trénovat s FC Lokomotíva Košice, rivalem FC VSS z DOXXbet ligy v sezóně 2015/16. Do Lokomotívy následně přestoupil.